# Gail Ann Dorsey
Gail Ann Dorsey (* 20. listopadu 1962 Filadelfie, Pensylvánie USA) je americká baskytaristka a zpěvačka.
Od roku 1995 spolupracovala s Davidem Bowiem a podílela se na jeho albech Earthling (1997), Reality (2003) a The Next Day (2013). Mimo něj spolupracovala s mnoha dalšími hudebníky, jako jsou Tears for Fears, Gwen Stefani, Lenny Kravitz, Bryan Ferry, Indigo Girls nebo Seal. Rovněž vydala tři sólová alba.

## Sólová diskografie
- The Corporate World (1988)
- Rude Blue (1992)
- I Used To Be… (2003)